# 开心网
开心网是中国一家社交网络服务网站，由北京开心人信息技术有限公司于2008年3月创办，以内置开心农场（又名“偷菜”）闻名。网站主要提供照片分享、在线聊天、音乐分享、网络存储、博客托管、互动游戏等服务，在中国大陆网民特别是白领群体中曾极为流行。

## 概况
开心网的创始人是新浪网前高管程炳皓。建站初期，中国大陆大量用户受到其网站游戏应用“朋友买卖”和“争车位”的吸引，纷纷邀请好友加入，开心网在短时间内快速吸引人气。截至2010年8月初，开心网注册用户超过8600万，平均每月超过5000万活跃用户登录、每周页面被访问超过80亿次、每天开心用户总共停留15亿分钟。，Alexa全球排名100名以内，中国网站排名前10位。；2011年10月20日騰訊斥資1億美元（約7.8億港元）入股开心网。
2009年5月21日，何洁受到开心网邀请后，作为第一个入驻开心网的歌手获得网站实名认证，成为了中国明星启用SNS社交网站的开创者。此后，开心网开始邀请名人入驻。目前，开心网名人认证已有成龙、李连杰、刘德华、王美雪、杜淳、何洁、许茹芸、周蕙、郎朗等，他们以实名的方式与开心网网友互动。
截至2010年8月，开心网注册用户已达8600万，平均每月超过5000万活跃用户登录、每周页面被访问超过80亿次、每天开心用户总共停留15亿分钟。根据Alexa的统计，2011年5月9日时开心网的访问量在中国网站排名为29名，世界排名为158名。
但在此后，开心网逐渐衰落，一年时间内用户流失率高达65%。2016年开心网被深圳市赛为智能股份有限公司收购。衰落后的开心网从2020年开始变为仅有服务器运营。
2023年9月18日，开心网发布公告，宣布因“flash技术不再更新”将于2023年11月18日停运社交游戏功能。2023年11月开始，进入开心网域名kaixin001.com会显示504 Gateway Time-out错误，因此开心网被认为已经停运。

## 服务

### 组件
“组件”是开心网的核心应用之一。开心网拥有众多的组件，并且不断推出新的组件。用户可以自由安排组件的显示顺序，除了日记与照片，其它组件可随时添加或删除。开心网建站初期主要依靠众多游戏组件吸引用户。
与一般的开放API的社交网站不同，开心网的众多组件多为自己编写，后期也出现了第三方团队的作品。
随着网站的发展，组件中开始包含隐性商业广告。如争车位中出现了汽车推广，朋友买卖的安抚功能中出现了产品推广，開心城市裡的建築物出現現實世界中知名的品牌（如保健食品、牙膏、銀行等）。

#### 游戏组件列表
- “开心农场”，最受欢迎的组件之一，也是开心网走红的重要推手。
- “好友买卖”，最受欢迎的组件之一，對應其原型是Facebook著名的应用Friends for sale。[來源請求]
- “抢车位”，最受欢迎的组件之一，對應其原型是Facebook著名的应用Parking Wars。[來源請求]
- “開心城市”，最受欢迎的组件之一，非常具有中國大陸特色，對應其原型是Facebook上眾多的模擬城市系列。[來源請求]

## 事件
开心网竞争对手千橡互联于2008年10月高价收购了相似域名kaixin.com。并在之后建立取名“开心网”的相似网站（经营性网站备案中使用名称“真开心网”），此举在一定程度上对开心网产生了影响。开心网于2009年5月以“不正当竞争”起诉千橡开心网，要求对方停止使用开心网作为网站名称，并索赔1000万元人民币。
2010年10月26日，北京市第二中级人民法院作出判决：千橡互联公司、千橡网景公司构成不正当竞争，不得使用与“开心网”相同或近似的名称，并赔偿开心人公司经济损失四十万元，并驳回原告其他诉讼请求。本案也被视为“互联网反不当竞争第一案”。